# Верхня Білка
Ве́рхня Бі́лка (до 1946 року — Білка Шляхетська) — село в Україні, у Львівському районі Львівської області, розташоване за 19 кілометрів на схід від центра Львова, над річкою Білкою. Перша згадка про село датується 1400 роком. Через село раніше пролягав великий тракт зі Львова до містечка Глиняни.
Населення становить 1364 особи. Орган місцевого самоврядування — Підберізцівська сільська рада.

## Топоніми

### Урбаноніми
Кількість елементів інфраструктури в селі — це 18 вулиць з 661 будинком.
Вулиці
- Бандери Степана
- Героїв Крут
- Героїв УПА
- Грушевського Михайла
- Данила Галицького
- Івасюка Володимира
- Князя Романа
- Коновальця Євгена
- Мазепи Івана
- Отця Галінки
- Сагайдачного Петра
- Січових Стрільців
- Франка Івана
- Хмельницького Богдана
- Центральна
- Чорновола Вячеслава
- Шевченка Тараса
- Ярослава Мудрого

## Населення
За даними всеукраїнського перепису населення 2001 року у селі мешкало 1508 осіб.
Мова
Розподіл населення за рідною мовою за даними перепису 2001 року був наступним:
| українська | 1505 | 99,80 |
| російська  | 3    | 0,20  |

## Історія

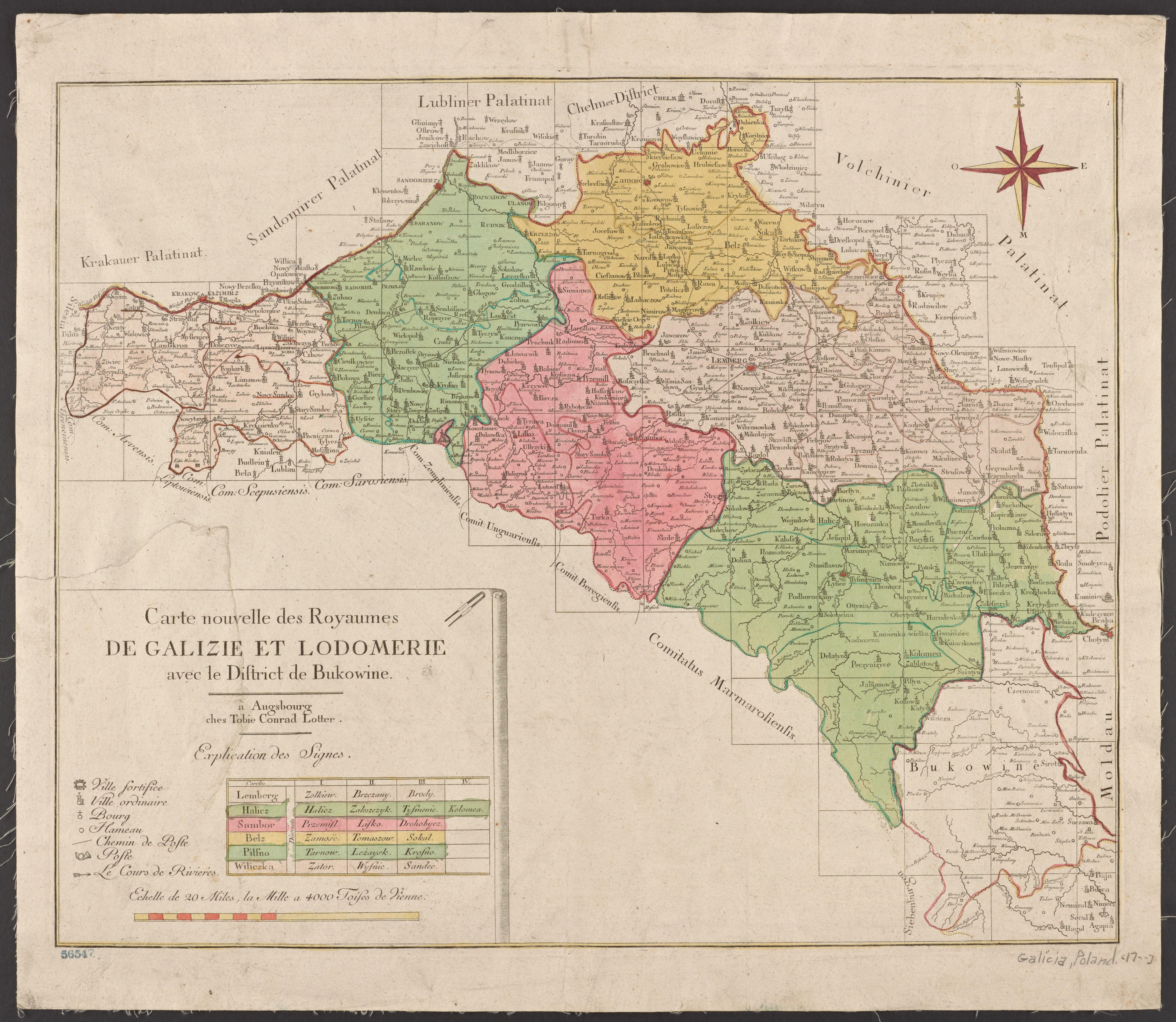
село на мапі Королівства Галичини та Володимирії у 1777—1782 роках

Село відоме з початку XV століття.  Власниками були, зокрема, представники шляхетського роду Влодеків. Спитек Ярославський Влодек з Білки — львівський староста — мав конфлікт з Рафаїлом з Сеняви через наречену Аґнесу Цебровську.
У податковому реєстрі 1515 року в селі Білка документується млин, шинок і 3 лани (близько 75 га) оброблюваної землі.
Білка Шляхетська раніше мала присілок «Калинівка».

### Друга світова війна
17 жителів села брали участь у німецько-радянській війні на боці Червоної Армії, з них двоє загинули на фронті. 10 учасників війни нагороджені орденами і медалями.

### Радянський період
За радянських часів у Верхній Білці була центральна садиба колгоспу «Білківський», за яким було закріплено 5342 га земельних угідь, у тому числі 3296 га орної землі, 1133 га сінокосів та 913 га пасовищ. Колгосп мав овочево-молочне спрямування. Діяли також млин, ремонтна служба та пилорама.
За успіхи в розвитку сільського господарства вісім жителів села були нагороджені орденами і медалями СРСР, у тому числі бригадир П. Є. Гунько та телятниця К. В. Них — орденом Трудового Червоного Прапора.

### Період відновлення Незалежності України
На початку 1990-х років було демонтовано відкритий 22 квітня 1965 року пам'ятник В. І. Леніну.

## Археологічні розвідки
На території Верхньої Білки було знайдено знаряддя праці епохи ранньої бронзи (кінець III тисячоліття до н. е.).

## Соціальна сфера
З 1968 році у селі діє середня школа, у якій на той час навчалося 325 учнів і працювало 26 вчителів. Також у селі є будинок культури із залом на 400 місць, бібліотека з фондом 4659 примірників книг, лікарняна амбулаторія, у якій працюють чотири лікарі і п'ять осіб середнього медперсоналу, аптека.

## Пам'ятки

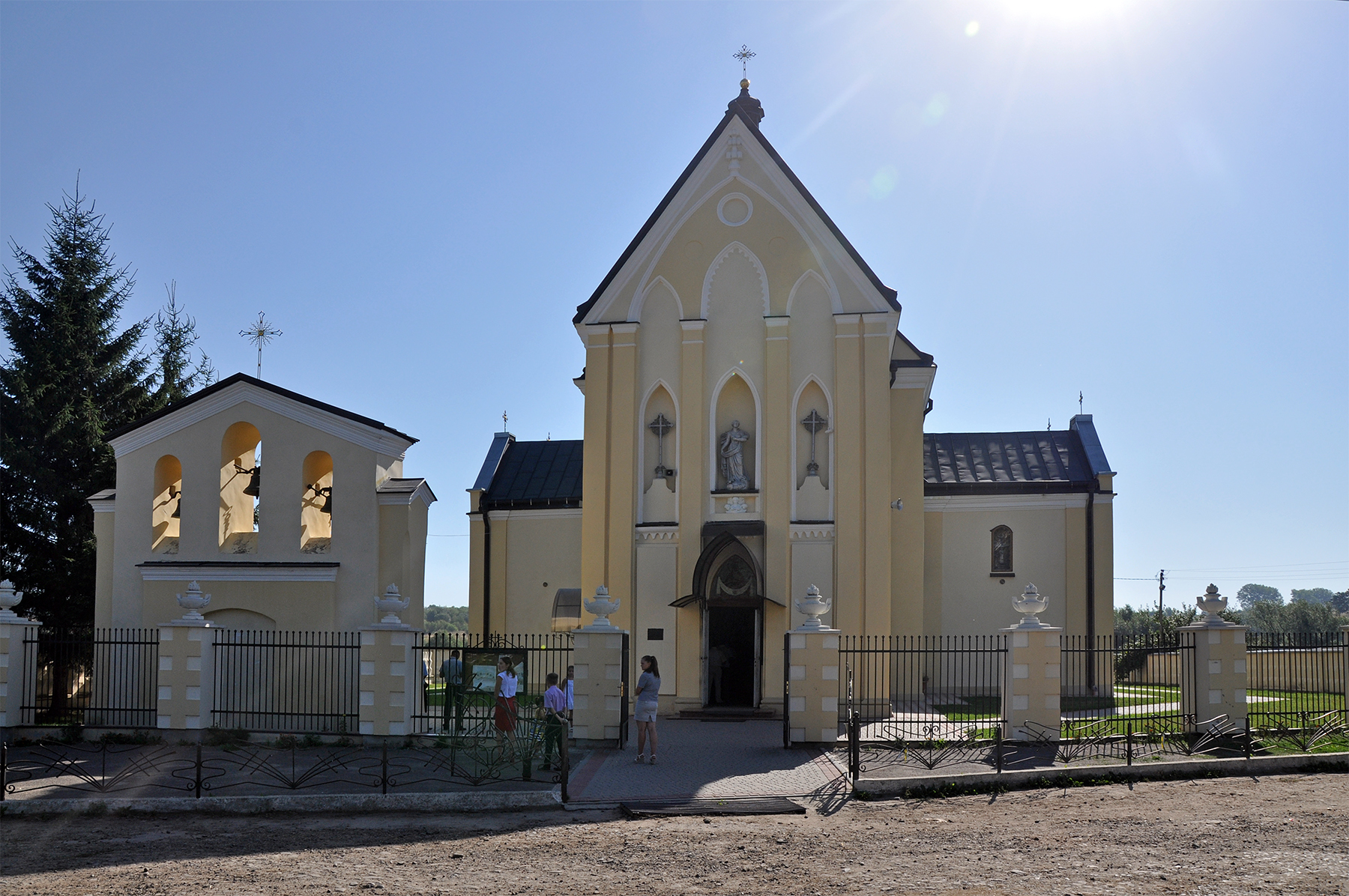
Церква Покрову Пресвятої Богородиці, УГКЦ (раніше Костел святого Войцеха)

- Церква Покрову Пресвятої Богородиці, УГКЦ (раніше Костел святого Войцеха) (1546 р.) — пам'ятка архітектури національного значення, нині використовується парафією Покрову Пресвятої Богородиці УГКЦ. На західній стіні в навах зберігся готичний декор.
- У 1820 році спроєктував фасад палац Уруських у с. Верхня Білка. Палац після першої світової війни вже не відбудовувався. Але зберігся парк, який займав декілька десятків гектарів

- У 1944 році під час бою за визволення села від німецько-нацистських загарбників віддали життя 48 солдатів Червоної Армії і три офіцери. Вони поховані у братській могилі в парку села.
- У 1970 році встановлено обеліск «загиблим за Радянську Батьківщину» під час німецько-радянської війни.

Є каплички — Громова та Успіння Пресвятої Богородиці.

## Відомі люди
Народилися
- Берко Михайло Дмитрович — український радянський діяч, 1-й секретар Дрогобицького райкому КПУ, голова колгоспу «Перше травня» Дрогобицького району Львівської області. Народний депутат СРСР 12-го скликання (травень 1989—1991).
- Кабарівська Северина Іванівнаnbsp;— українська письменниця, публіцистка, громадсько-культурна діячка.
- Євстахій Сапега — польський консервативний політик, дипломат, міністр закордонних справ Другої Республіки Польща (1920—1921), член парламенту Другої Польської Республіки[10][11].
- Северин Уруський — польський геральдист, економіст.